# El Carmen (stacja metra)
El Carmen – stacja metra w Madrycie, na linii 5. Znajduje się w dzielnicy Ciudad Lineal, w Madrycie i zlokalizowana jest pomiędzy stacjami Quintana i Ventas. Została otwarta 28 maja 1964.